# Грамон, Элизабет де
Антуанетта Коризанда Элизабет, герцогиня Клермон-Тоннер (фр. Antonia Corisande Élisabeth de Gramont), урождённая де Грамон (фр. de Gramont, 23 апреля 1875 — 6 декабря 1954) — французская писательница начала XX века, наиболее известная своими давними лесбийскими отношениями с американской писательницей Натали Клиффорд Барни. Элизабет де Грамон выросла в среде высшей аристократии; когда она была ребёнком, по словам Джанет Фланнер, «крестьяне на её ферме… умоляли её не чистить обувь перед входом в их дома». Она без особого сожаления оглядывалась на этот потерянный мир богатства и привилегий и стала известна как «красная герцогиня» за свою поддержку социализма и феминизма.
Она была близким другом, а иногда и критиком писателя Марселя Пруста, с которым впервые встретилась 9 июня 1903 года.

## Ранние годы
Антония Коризанда Элизабет де Грамон родилась 23 апреля 1875 года в Нанси, Франция. Её называли «Лили»; Элизабет была дочерью Аженора, 11-го герцога де Грамона, и его жены, урождённой принцессы Изабель де Бово-Краон. Её мать умерла при родах. Отец её вскоре снова женился на богатой Маргарите де Ротшильд.
Грамон получила образование, приличествующее её классу и вышла замуж за Филибера, герцога де Клермон-Тоннер. У них было две дочери.

## Натали Барни
Американская писательница Натали Барни и герцогиня Клермон-Тоннер впервые встретились весной 1909 года; они стали любовницами 1 мая 1910 года — эту дату они отмечали как свою годовщину. Хотя ни одна из них не была верна другой в сексуальном плане, они были преданы друг другу всю свою жизнь.
Герцогиня приняла манеры Барни — возможно, сначала неохотно — и изо всех сил старалась быть любезной с другими любовницами Барни. Например, герцогиня всегда приглашала Ромейн Брукс, когда приглашала Барни на отдых за город. Брукс и Барни установили крепкие отношения примерно в 1916 году, и де Грамон, и Брукс пришлось смириться с неверностью Барни. Но три женщины в конце концов сформировали своего рода трио и были преданы друг другу до конца своей жизни.
20 июня 1918 года Барни и Де Грамон заключили «неофициальный», но, по крайней мере, для них обязательный «брачный контракт». В договоре указано, в частности:

«После девяти лет совместной жизни, радости и заботы делили, а в делах признавались. Ибо выживание связи, в которую мы верим — и хотим верить, — неразрывно, поскольку на самом низком уровне взаимной эмоциональности достигается именно такой вывод. Союз, жестоко испытанный прошедшими годами, на шестом году своего существования дважды провалил испытание на верность, показав нам, что прелюбодеяние неизбежно в тех отношениях, где нет предубеждений, нет религии, кроме чувств, нет законов, кроме желания, и неспособен на напрасные жертвы, которые кажутся отрицанием жизни…»
Оригинальный текст (англ.)"After nine years of life together, joys and worries shared, and affairs confessed. For the survival of the bond that we believe-and wish to believe-is unbreakable, since at its lowest level of reciprocal emotionalism that is the conclusion reached. The union, sorely tried by the passing years, failed doubly the faithfulness test in its sixth year, showing us that adultery is inevitable in these relationships where there is no prejudice, no religion other than feelings, no laws other than desire, incapable of vain sacrifices that seem to be the negation of life..."
— 
В сущности, договор заключался в том, чтобы связать их вместе, по крайней мере, в их собственном сознании, но не требовал, чтобы они были только друг с другом в сексуальном плане. Контракт соблюдался обеими до смерти герцогини в 1954 году.
Де Грамон развелась с Филибером в 1920 году. Она участвовала в парадах Народного фронта и поддерживала левых политиков. Она умерла в Париже и похоронена в Анси-ле-Фран, недалеко от фамильного замка Клермон-Тоннер.